# Aukso Pieva
Aukso Pieva é o primeiro álbum da cantora lituana Jurga lançado em setembro de 2005, produzido pelo famoso músico lituano Andrius Mamontovas.
Faixas
1. Aukso pieva
2. Aš esu tiktai jei tu esi
3. Nebijok
4. Trouble
5. Pilnatis
6. Laisvė
7. Kai pamirši tu mane
8. The longest day
9. Gėlių takai
10. Galbūt
11. Saulė vandeny
12. Vakar lijo čia

Clipes
- The Longest day